# Tex Beneke
Gordon Lee Beneke, bekend als Tex Beneke (Fort Worth, 12 februari 1914 - Costa Mesa, 30 mei 2000), was een Amerikaanse zanger, jazzsaxofonist en bandleader.

## Carrière
Benekes bijnaam, tevens artiestennaam, was 'Tex' omdat hij uit Texas kwam. Hij speelde van 1935 tot 1937 in het orkest van Ben Young en vanaf 1938 in de bigband van Glenn Miller, waar hij een van de bekendste solisten was. Hij trad ook op als zanger, in onder meer de songs Chattanooga Choo Choo en I've Got a Girl in Kalamazoo. Hij zong vaak samen met Marion Hutton, Paula Kelly en The Modernaires. Hij speelde ook de saxofoonsolo's op de opname van Millers instrumentale nummers zoals In the Mood en A String of Pearls. Hij speelde mee met het Glenn Miller Orchestra in de films Sun Valley Serenade (1941) en Orchestra Wives (1942). Toen Glenn Miller in 1942 zijn band ontbond om verder te gaan met zijn Army Air Force-Band, speelde hij aanvankelijk bij Horace Heidt en Jan Savitt en leidde daarna tot 1945 een Navy-band in Oklahoma.
In 1946 kreeg hij een aanbod van Glenn Millers weduwe Helen om de leiding over te nemen van de veelgevraagde band (met 19 muzikanten en tot 1948 ook een extra strijkerssectie). Zijn bewuste zoektocht naar een eigen profiel leidde ertoe, dat Benekes band zich steeds verder verwijderde van de muzikale opvatting van de erfgenamen van Miller. Vooral het opnemen van nieuwe arrangementen van onder anderen Henry Mancini en Neal Hefti, die zich nauw oriënteerden op de bop, zorgden voor conflicten. In 1950 escaleerde de ruzie tussen Beneke en de Miller-erfgenamen en dat leidde tot een scheiding. De Miller-erfgenamen zorgden ook ervoor, dat hij niet voorkwam in de Hollywood-speelfilm The Glenn Miller Story (1954).
Beneke richtte daarna een eigen orkest op, waarmee hij Glenn Millers muziek en muziek in de stijl van Glenn Miller speelde. Hij speelde ook tijdens de jaren 1960 bij verschillende Glenn Miller Reunions met de voormalige Miller-zangers Ray Eberle, Marion Hutton en Paula Kelly en nu en dan in Disneyland. Met een nieuw orkest trad hij van de jaren 1970 tot de jaren 1990 op. In het midden van de jaren 1990 kreeg hij een beroerte en stopte hij met saxofoon spelen. Hij bleef wel orkestleider en zanger.

## Onderscheidingen
In 1966 werd hij opgenomen in de Big Band and Jazz Hall of Fame.

## Overlijden
Tex Beneke overleed in 2000 op 86-jarige leeftijd in zijn woonplaats Costa Mesa
- Biblioteca Nacional de España: XX917071
- Bibliothèque nationale de France: cb13891341g (data)
- Gemeinsame Normdatei: 118850539
- International Standard Name Identifier: 0000 0001 0893 5351
- Library of Congress Control Number: n86057051
- MusicBrainz: 45878222-97a1-414f-9a93-13ff8de5f83f
- Nationale Bibliotheek van Tsjechië: xx0074874
- Nationale bibliotheek van Australië: 35407867
- Nationale Bibliotheek van Israël: 987007403033605171
- Nederlandse Thesaurus van Auteursnamen: 074643843
- Istituto Centrale per il Catalogo Unico: DDSV149403
- SNAC: w6qv478z
- Système universitaire de documentation: 156479583
- Trove: 941955
- Virtual International Authority File: 44484300
- WorldCat: E39PBJcGq7QgRhb3dVkjX9dCwC